# Sionförsamlingen på Simsalö
Sionförsamlingen på Simsalö (Sion Simsalö) är en pingstförsamling i Sibbo i Nyland i Finland. Församlingen grundades 1932.
I mitten av 1940-talet ryckte Lars-Eric Bergstén in för att bistå vännerna i mötesverksamheten. Samma år invigdes bönehuset och predikantbostaden. Simsalö var samlingsplats för ungdomsveckor innan Svartholmen togs i bruk.

## Föreståndare
- Edvin Nyqvist
- Artur Nyholm
- Lars-Eric Bergstén
- Gösta Bergstén
- Lars Koskinen
- Åke Johnsson
- David Klemetz
- Håkan Nitovuori
- Allan Lindqvist